# Dylan Batubinsika
Dylan Batubinsika (ur. 15 lutego 1996 w Cergy-Pontoise) – francuski piłkarz pochodzenia kongijskiego grający na pozycji środkowego obrońcy. Od 2023 jest zawodnikiem klubu AS Saint-Étienne.

## Kariera piłkarska
Swoją karierę piłkarską Batubinsika rozpoczął w szkółce piłkarskiej Paris Saint-Germain. W 2014 roku zaczął grać w rezerwach tego klubu. Zadebiutował w nich 24 maja 2014 zremisowanym 1:1 wyjazdowym meczu z FC Chambly Oise. W rezerwach PSG grał do końca sezonu 2016/2017.
Latem 2017 roku Batubinsika został zawodnikiem belgijskiego klubu Royal Antwerp FC. Swój debiut w Royalu zaliczył 28 lipca 2017 w zremisowanym 0:0 domowym meczu z Anderlechtem. 1 sierpnia 2020 zdobył z nim Puchar Belgii.
W 2021 roku Batubinsika przeszedł do portugalskiego FC Famalicão, w którym zadebiutował 8 sierpnia 2021 w przegranym 0:2 wyjazdowym meczu z FC Paços de Ferreira. W Famalicão grał przez rok.
Latem 2022 roku Batubinsika został wypożyczony do Maccabi Hajfa. Swój debiut w nim zaliczył 3 września 2022 w zwycięskim 2:1 wyjazdowym spotkaniu z Hapoelem Beer Szewa. W sezonie 2022/2023 wywalczył mistrzostwo Izraela.
W 2023 roku Batubinsika przeszedł do AS Saint-Étienne. Swój debiut w nim w Ligue 2 zanotował 5 sierpnia 2023 w przegranym 0:1 domowym meczu z Grenoble Foot 38.
| Sezon   | Klub                  | Kraj       | Rozgrywki       | Mecze | Gole |
| ------- | --------------------- | ---------- | --------------- | ----- | ---- |
| 2013/14 | Paris Saint-Germain B | Francja    | CFA 2           | 1     | 0    |
| 2014/15 | Paris Saint-Germain B | Francja    | CFA 2           | 8     | 1    |
| 2015/16 | Paris Saint-Germain B | Francja    | CFA 2           | 20    | 0    |
| 2016/17 | Paris Saint-Germain B | Francja    | CFA 2           | 23    | 1    |
| 2017/18 | Royal Antwerp FC      | Belgia     | Eerste klasse A | 23    | 0    |
| 2018/19 | Royal Antwerp FC      | Belgia     | Eerste klasse A | 11    | 0    |
| 2019/20 | Royal Antwerp FC      | Belgia     | Eerste klasse A | 4     | 0    |
| 2020/21 | Royal Antwerp FC      | Belgia     | Eerste klasse A | 26    | 3    |
| 2021/22 | FC Famalicão          | Portugalia | Primeira Liga   | 20    | 1    |
| 2022/23 | FC Famalicão          | Portugalia | Primeira Liga   | 2     | 0    |
| 2022/23 | Maccabi Hajfa         | Izrael     | Ligat ha’Al     | 25    | 2    |

## Kariera reprezentacyjna
Batubinsika grał w reprezentacji Francji U-16 i U-20. W reprezentacji Demokratycznej Republiki Konga zadebiutował 14 czerwca 2023 w wygranym 1:0 towarzyskim meczu z Ugandą, rozegranym w Duali. W 2024 roku powołano go do kadry na Puchar Narodów Afryki 2023. Rozegrał w nim cztery mecze: grupowe z Marokiem (1:1) i z Tanzanią (0:0), w 1/8 finału z Egiptem (1:1, k. 8:7) i o 3. miejsce z Południową Afryką (0:0, k. 5:6).